# Andrzej Bogucki

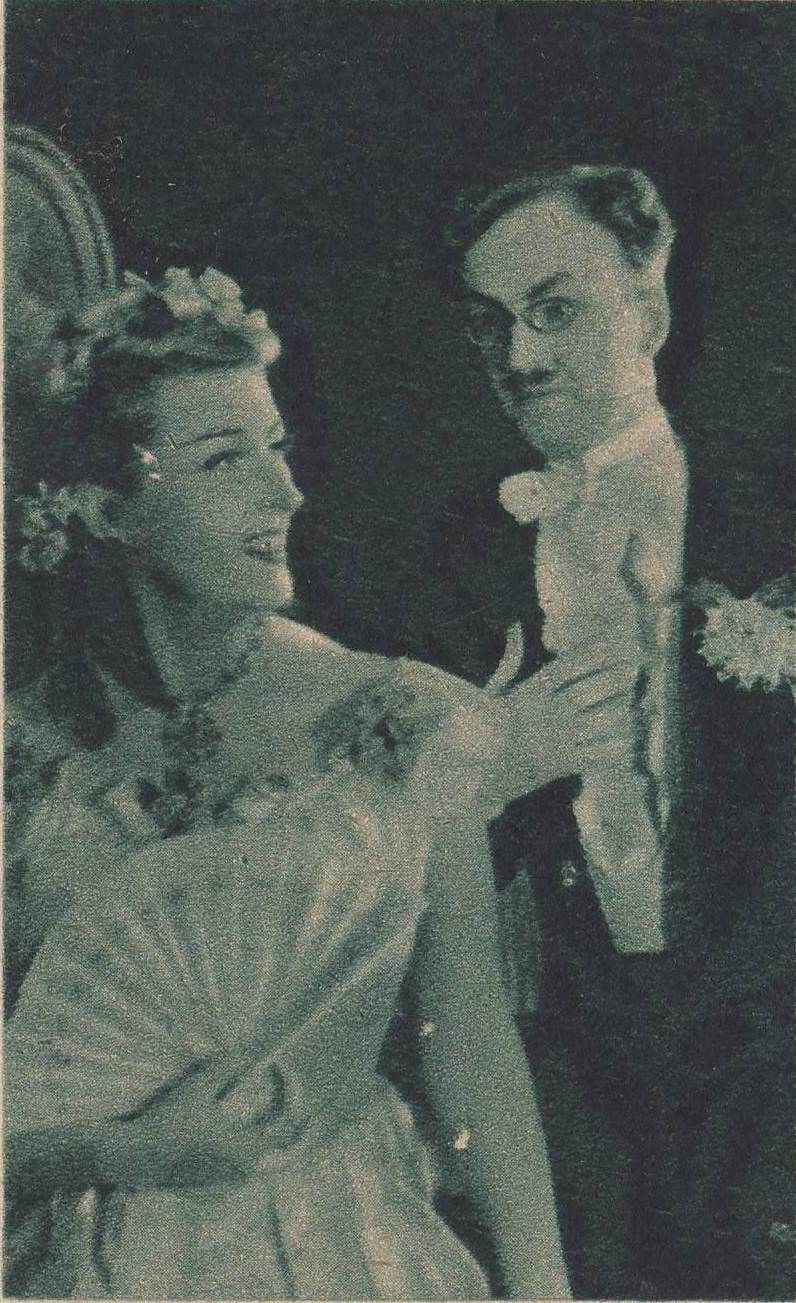
Zofia Sykulska-Szancerowa i Andrzej Bogucki w sztuce „Dom otwarty”

Andrzej Bogucki (ur. 11 listopada 1904 w Warszawie, zm. 29 lipca 1978 tamże) – polski aktor teatralny i filmowy, śpiewak operetkowy, piosenkarz.

## Życiorys
Był synem Stanisława Boguckiego i Róży z domu Rapackiej (a wnukiem ze strony matki Wincentego Rapackiego, ojca) oraz siostrzeńcem Honoraty Leszczyńskiej i bratem ciotecznym Jerzego Leszczyńskiego.
Był uczniem Gimnazjum Reja w Warszawie. Ukończył Szkołę Podchorążych w Grudziądzu. Był zawodowym oficerem kawalerii (z woli swojego ojca), służył w 7 Pułku Ułanów w Mińsku Mazowieckim. Z powodów zdrowotnych zakończył służbę w 1929 roku. Od tego czasu poświęcił się aktorstwu.
Okres okupacji spędził we Lwowie i w Warszawie. Pomagał ukrywającym się uciekinierom z getta, m.in. kompozytorowi Władysławowi Szpilmanowi i fotografowi Benedyktowi Jerzemu Dorysowi.
Związany z Warszawą, choć był też aktorem teatrów innych miast. Od roku 1947 do końca życia mieszkał w stolicy, na osiedlu Mariensztat.
Został pochowany na cmentarzu Powązkowskim (kwatera 14-4-20/21/22).

## Życie prywatne
Jego żoną była piosenkarka Janina Godlewska.

## Kariera aktorska
Pochodził z rodziny o głęboko zakorzenionych tradycjach aktorskich Rapackich i Leszczyńskich. Jego ojciec, Stanisław Bogucki był barytonem Opery Warszawskiej. Zarówno ze sceną, jak i z filmem związany był od dzieciństwa. Jego matką była Róża Rapacka, córka Wincentego Rapackiego.

### Film

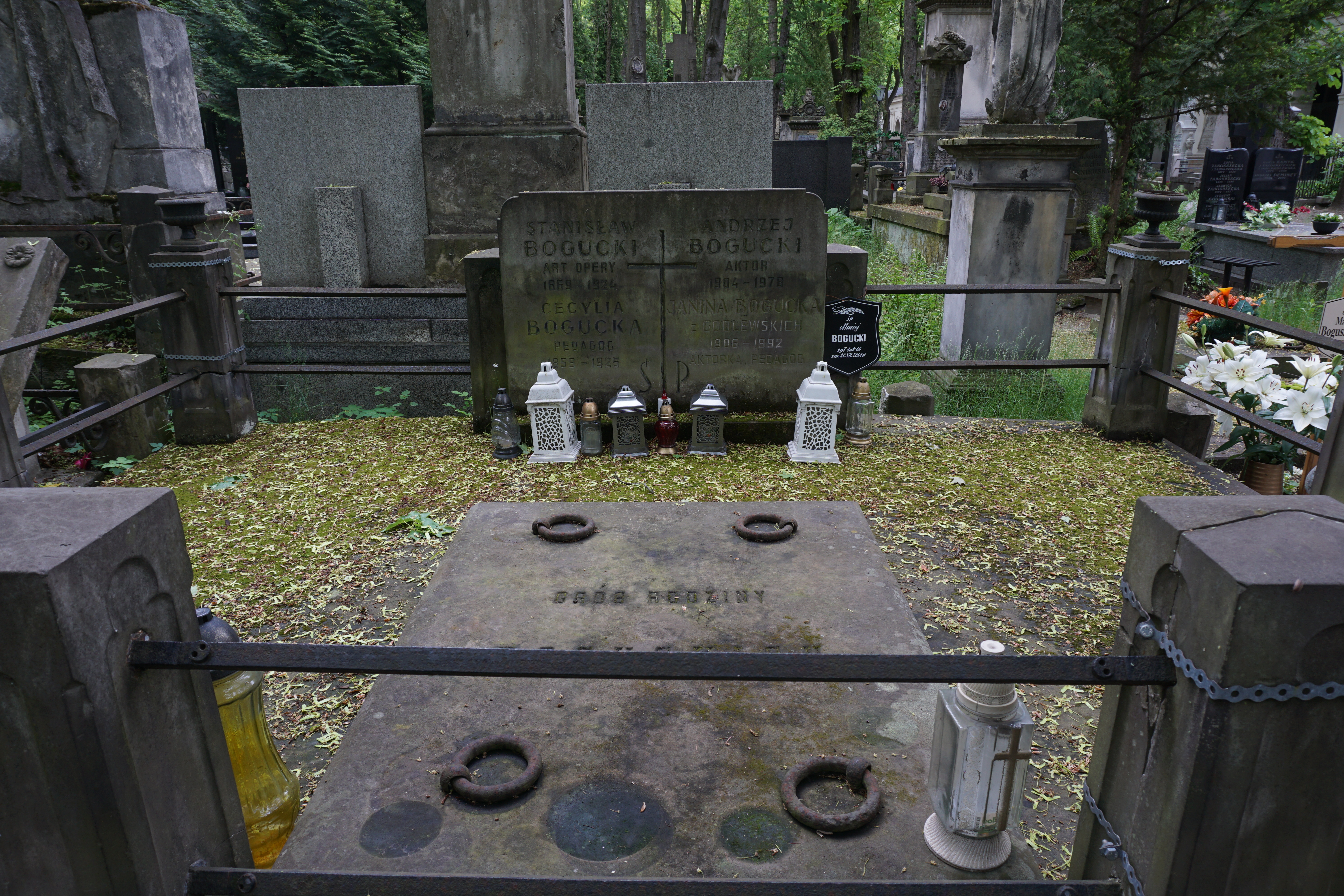
Grób Andrzeja Boguckiego na cmentarzu Powązkowskim

W filmie zadebiutował rolą dziecka w Tajemnicach Alei Ujazdowskich (Tajemnice Warszawy).
Filmografia
- 1917 – Pokój nr 13, Tajemnica Alei Ujazdowskich w Tajemnice Warszawy jako dziecko
- 1933 – Jego ekscelencja subiekt
- 1933 – Szpieg w masce jako mężczyzna na trybunach i w kawiarni
- 1934 – Śluby ułańskie jako oficer
- 1935 – Manewry miłosne jako huzar
- 1936 – Pan Twardowski (nie występuje w czołówce)
- 1936 – Bolek i Lolek jako kolega Lola
- 1937 – Pan redaktor szaleje
- 1937 – Niedorajda jako Zenon, syn Majewskich
- 1938 – Za winy niepopełnione jako baron
- 1939 – Włóczęgi jako Roman, brat Wandzi
- 1940 – Złota Maska jako baron Wolski
- 1953 – Żołnierz zwycięstwa jako baron von Ballen
- 1953 – Sprawa do załatwienia jako pracownik telewizji (nie występuje w czołówce)
- 1956 – Nikodem Dyzma jako Władysław Jaszuński, minister rolnictwa
- 1959 – Małpa w kąpieli (recytacja)
- 1968 – Stawka większa niż życie jako profesor Porschatt
- 1968 – Wniebowstąpienie jako psychiatra
- 1970 – Epilog norymberski jako oskarżony
- 1975 – Jej powrót jako Vogler, podwładny Edwarda
- 1976 – Zagrożenie jako literat
- 1978 – Akademia druha Kieruzalskiego (współpraca)

### Teatr
Oficjalny debiut teatralny aktora przypadł na dzień 30 kwietnia 1930 roku.
Początkowo Bogucki związany był z warszawskim Teatrem Polskim (1930–1933), następnie z Teatrem Nowej Komedii (1933–1934), Redutą i Teatrem Ateneum w Warszawie. Potem współpracował z teatrami krakowskimi i łódzkimi. Po wojnie był kolejno aktorem teatrów: Wojska Polskiego w Łodzi (1945–1947) oraz warszawskich – Nowego (1947–1950), Polskiego (1950–1954), Klasycznego (1954–1969), Narodowego w Warszawie (1969–1978). Gościnnie występował w Teatrze Małym i Teatrze Rozmaitości. Często pojawiał się w komediach muzycznych i operetkach. Grał też role dramatyczne.
Role w spektaklach teatralnych
- 1937 – Ludzie na krze (reż. Stanisława Perzanowska)
- 1945 – Barykady Warszawy jako gość I, hrabia, młody dyplomata (reż. Dobiesław Damięcki, Jan Kreczmar, Leonia Jabłonkówna, Jacek Woszczerowicz)
- 1945, 1946 – Pan Jowialski jako Ludmir (reż. Henryk Szletyński)
- 1946 – Świerszcz za kominem jako głos autora (reż. Stanisław Daczyński)
- 1946 – Zemsta jako Papkin (reż. Jerzy Leszczyński)
- 1946 – Pan Damazy jako Genio (reż. Aleksander Zelwerowicz)
- 1947 – Ożenek jako Koczkariew (reż. H. Szletyński)
- 1947 – Śluby panieńskie jako Gustaw (reż. S. Daczyński)
- 1947 – Wesele Figara jako hrabia Almawiwa (reż. S. Daczyński)
- 1947 – Rewizor jako Iwan Kuźmicz Szpiekin (reż. S. Perzanowska)
- 1948 – Słomkowy kapelusz jako Rentier Fadinard (reż. S. Perzanowska)
- 1948 – Porwanie Sabinek jako Emil (reż. S. Perzanowska)
- 1948 – Dom otwarty jako Alfons Fikalski (reż. S. Perzanowska)
- 1949 – Zemsta nietoperza jako Frank (reż. S. Perzanowska)
- 1949 – Aurora jako jej mąż (reż. Irena Babel)
- 1949 – Mąż przeznaczenia (reż. I. Babel)
- 1949 – Maszeńka jako Leonaid Borysowicz (reż. Janusz Warnecki)
- 1950 – Sprytna wdówka jako Milord Runbif (reż. Józef Wyszomirski)
- 1951 – Próba sił jako dr Zdzisław Grodecki (reż. Aleksander Bardini)
- 1951 – Mądremu biada jako Anton Zagoriecki (reż. Bronisław Dąbrowski)
- 1952 – Ożenek jako Koczkariew (reż. B. Dąbrowski)
- 1952 – Lalka jako Kazimierz Starski (reż. B. Dąbrowski)
- 1953 – Śluby panieńskie jako Gustaw (reż. Maria Wiercińska)
- 1954 – Lubow Jarowaja jako Arkadiusz Jelisatow (reż. B. Dąbrowski)
- 1954 – Legenda o miłości jako Astrolog (reż. Jerzy Rakowiecki)
- 1954 – Dombey i syn jako Carker (reż. S. Daczyński)
- 1956 – Ostatnia noc jako Gisquet (reż. Stanisław Bugajski)
- 1957 – Teoria Einsteina jako profesor fizyki teoretycznej (reż. S. Bugajski)
- 1957 – Skiz jako Tolo (reż. Władysław Sheybal)
- 1958 – Popas Króla Jegomości jako Desportes (reż. Wiktor Biegański)
- 1958 – Frantik, skarb i piraci jako Goliat Huragan (reż. Zbigniew Stok)
- 1959 – Sędzia w potrzasku jako sędzia Wyduś (reż. Emil Chaberski)
- 1959 – Dwaj panowie z Werony jako książę Mediolański (reż. Tadeusz Cygler)
- 1960 – Złote ręce jako ojciec Gwardian (reż. Stanisław Bugajski)
- 1960 – Klub kawalerów jako Nieśmiałowski (reż. Józef Słotwiński)
- 1960 – Pan Jowialski jako Janusz (reż. E. Chaberski)
- 1962 – Żeglarz jako rektor (reż. J. Słotwiński)
- 1962 – Czy to jest miłość? jako Wacław (reż. Irena Grywińska-Adwentowicz)
- 1962 – Miecz Damoklesa jako aptekarz (reż. E. Chaberski)
- 1962 – Niepokój przed podróżą jako Rudolf (reż. Andrzej Szafiański)
- 1963 – Tymon Ateńczyk jako Flawiusz (reż. Tadeusz Byrski)
- 1963 – Dyplomaci jako Łazański (reż. Jadwiga Chojnacka)
- 1963 – Iwanow jako Matwiej Szabelski (reż. Andrzej Ziębiński)
- 1964 – Róża jako Pan II (reż. I. Babel)
- 1964 – W gołębniku jako Ignacy (reż. Jan Kulczyński)
- 1965 – Ondyna jako August (reż. Ireneusz Kanicki)
- 1966 – Pruski mur jako ksiądz (reż. I. Kanicki)
- 1966 – Don Juan jako profesor (reż. I. Kanicki)
- 1966 – Śluby panieńskie jako Radost (reż. I. Kanicki)
- 1967 – Dziś do ciebie przyjść nie mogę (reż. I. Kanicki)
- 1967 – Mirandolina jako Markiz di Forlipopoli (reż. Tadeusz Aleksandrowicz)
- 1969 – Śluby panieńskie jako Radost (reż. Władysław Krasnowiecki)
- 1970 – Kordian jako ksiądz (reż. Adam Hanuszkiewicz)
- 1970 – Norwid (reż. A. Hanuszkiewicz)
- 1972 – Proces jako oskarżony (reż. A. Hanuszkiewicz)
- 1972 – Lorenzaccio jako Niccolini (reż. Tadeusz Minc)
- 1973 – Zabawa w koty jako Wiktor Czermelenyi (reż. Jan Machulski)
- 1973 – Kartoteka jako ojciec (reż. T. Minc)
- 1974 – Jezioro Bodeńskie jako internowany (reż. A. Hanuszkiewicz)
- 1975 – Pluskwa jako reporter (reż. Konrad Swinarski)
- 1978 – Aptekarz jako Sempronio (reż. Halina Dzieduszycka)

Opracowanie wokalne piosenek
- 1958 – Królowa przedmieścia (reż. Zbigniew Koczanowicz)

### Występy w telewizji
Role w Teatrze Telewizji
- 1955 – Wesele jako Pan Młody
- 1962 – Romantyczni
- 1963 – Taniec księżniczki jako Ryszard
- 1963 – Syn marnotrawny jako Szlachcic
- 1963 – Pan Benet
- 1964 – Don Juan, czyli Kamienny gość
- 1965 – Skąpiec
- 1966 – Szwejk na tyłach
- 1966 – Katarynka jako Radca
- 1969 – Mieszczanin szlachcicem jako nauczyciel muzyki
- 1970 – Dziewczęta z Nowolipek
- 1972 – Zabezpieczenie macierzyństwa jako Adwokat Kasprzak
- 1972 – Elektra (aut. Giraudoux) jako prezes
- 1973 – Norwid
- 1974 – Twarz pokerzysty jako Bednarczyk
- 1975 – Emancypantki jako Mielnicki
- 1976 – Jedenaste przykazanie jako Króliczek
- 1977 – Dyplomaci i sztabowcy w Przed burzą jako Kennedy
- 1978 – Filomena Marturano jako Nocella

Role w serialach i filmach telewizyjnych
- 1965 – Ping-Pong w Perły i dukaty (cykl tv) jako pan Stefan
- 1968 – Stawka większa niż życie (serial) jako profesor Porschatt
- 1973 – Wielka miłość Balzaka jako krytyk (odc. 2)
- 1973 – Janosik (serial) jako Szlachcic (odc. 5, 13)
- 1975 – Czterdziestolatek (serial) jako profesor Aleksander Nowowiejski, dziadek Urszuli (odc. 12)
- 1977 – Noce i dnie (serial) jako gość na przyjęciu u Woynarowskiego (odc. 11)
- 1977 – Lalka (serial) jako marszałek na zebraniu u księcia) (odc. 3)
- 1978 – Życie na gorąco jako Johann Feining, ojciec Marty (odc. 7)
- 1981 – Najdłuższa wojna nowoczesnej Europy (odc. 13)

## Kariera muzyczna
Jako piosenkarz zadebiutował w roku 1931 w teatrzyku „Banda”, w którym występował do 1932 roku.
Miał bardzo charakterystyczny głos. To właśnie działalność piosenkarska przyniosła mu największą popularność. Po 1945 roku przez wiele lat występował wraz z Chórem Czejanda, z którym nagrał wiele utworów. Spopularyzował znaną piosenkę Czerwony autobus, a także piosenki o stolicy: Jak przygoda, to tylko w Warszawie, Warszawska piosenka, A tu jest Warszawa. Wylansował też wiele przebojów lirycznych w radiu, takich jak: Czy ty wiesz, moja mała, Mnie się żadna tak nie podoba jak ty, Jest jedna jedyna, A mnie jest szkoda lata, Dorotka.

### Dyskografia
Solo
- Andrzej Bogucki (SP, Muza_-2055)
- Andrzej Bogucki (SP, Muza_-2088)
- 1980 Andrzej Bogucki: Titina... (LP, Muza SX-1943)

Składanki
- A. Bogucki / ? (SP, Muza_-2313)
- Piosenki z filmu „Przygoda na Mariensztacie” (SP, Muza_-2287)
- Chór Czejanda (SP, Muza_-2067)
- Andrzej Bogucki / Janina Godlewska (SP, Muza_-2056)
- Andrzej Bogucki / Marta Mirska (SP, Muza_-2156)
- Chór Czejanda / Andrzej Bogucki (SP, Muza_-2054)
- Mieczysław Fogg / Andrzej Bogucki (SP, Muza_-2087)
- Andrzej Bogucki / Marta Mirska (SP, Muza_-2155)
- Tuwim – Wiersze (SP, Tonpress SM-391)
- I. Sobieszczańska / Andrzej Bogucki (Pocztówka, PWP Ruch R-0182-II)
- Andrzej Bogucki / dzieci (Pocztówka, PWP Ruch R-0195-II)
- 1977 Warszawo, ty moja Warszawo – Mój Warszawski dzień (LP, Muza SX-1518)
- 1978 Od Momusa do Ali-Baby (LP, Muza SX-1702)
- 1980 Banda (Pocztówka, Tonpress R-0832-II)
- 1983 Tych lat nie odda nikt – Kazimierz Winkler i jego piosenki (LP, Pronit SX-1945)
- Wspomnień czar. Cz.1 – Miłość ci wszystko wybaczy (CD)

Inne płyty
- Czerwony Kapturek (EP, Muza N-0183) jako gajowy
- Artyści Scen Warszawskich: Muchy króla Apsika (EP, Muza N-0504) jako lord kanclerz
- Pinokio – Bajka muzyczna (reżyseria – Wiesław Opałek, LP, Muza SX-1453) jako narrator
- 1973 Czarodziejski Młyn (reż. Ludwik René, LP, Muza SXL-0730
- 1977 Chatka z piernika (EP, Muza SN-0771/2) jako narrator
- 1978 Tomcio Paluch (reż. W. Opałek, LP, Muza SX-1641) jako narrator
- Zabawa w podróż (bajka muzyczna, LP, Muza L-0515)

### Najpopularniejsze piosenki
- „A mnie jest szkoda lata” (muz. Adam Lewandowski, sł. Edward Schlechter)
- „A tu jest Warszawa” (muz. Tadeusz Sygietyński, sł. A. Bartels)
- „Czerwony autobus” (muz. Władysław Szpilman, sł. Kazimierz Winkler)
- „Czy ty wiesz, moja mała” (muz. Walter Jurman, sł. E. Schlechter)
- „Dorotka (Moja Dorotka)” (muz. Franciszka Leszczyńska, sł. Henryk Rostworowski)
- „Jak przygoda, to tylko w Warszawie” (muz. Tadeusz Sygietyński, sł. Ludwik Starski)
- „Jest jedna jedyna” (muz. Henryk Wars, sł. Emanuel Schlechter)
- „Mnie się żadna tak nie podoba jak ty”
- „Nie damy Wilna, nie damy Lwowa”
- „Titina” (muz. L. Daniderff, sł. Willy)
- „Trzej przyjaciele z boiska” (muz. Władysław Szpilman, sł. Artur Międzyrzecki)
- „Warszawska piosenka” (muz. F. Leszczyńska, sł. Roman Sadowski)

### Udział w muzycznych programach telewizyjnych
- Zaśpiewajmy to jeszcze raz
- Co nam zostało z tych lat

## Inna działalność

### Kabaret i rewia
Występował z powodzeniem w warszawskich kabaretach „Wielka Rewia” i „Małe Qui Pro Quo”.
- 1931 – ...a Banda śmieje się, teatr „Banda”
- 1934 – To lubią kobiety, „Teatr na Kredytowej”
- 1935 – Przygoda w grand Hotelu, „Wielka Rewia”
- 1935 – Księżniczka czardasza
- 1936 – Podwójna buchalteria, Teatr Letni w Warszawie
- 1936 – Duby smalone, „Teatr na 13 rzędów”
- 1937 – Na pięterku, „Małe Qui Pro Quo”

### Praca w Radiu
Był długoletnim pracownikiem Polskiego Radia. Przez wiele lat prowadził w nim audycje dla dzieci, m.in. Zabawa przy muzyce oraz Śpiewany piosenki, ucząc dzieci śpiewania piosenek. Współpracował z radiowym Teatrem Wyobraźni (jako prezenter, piosenkarz i recytator, a także – popularyzator muzyki i literatury), a także z teatrzykiem Eterek.

## Nagrody i odznaczenia
- Nagroda Prezesa Rady Ministrów w dziedzinie twórczości radiowej dla dzieci (1959).
- Krzyż Kawalerski Orderu Odrodzenia Polski
- Nagroda Prezesa Rady Ministrów za twórczość rewiową
- Sprawiedliwy wśród Narodów Świata (1978) – wraz z żoną Janiną[6].

## Upamiętnienie
Niektóre z piosenek wykorzystano w polskich filmach już po śmierci piosenkarza. Jego piosenki można usłyszeć w wykonaniu m.in. takich artystów, jak: Andrzej Dąbrowski, Robert Janowski, Jan Kobuszewski, Bohdan Łazuka, Jerzy Połomski, Irena Santor, Krzysztof Tyniec, Marianna Wróblewska oraz Zespół Pieśni i Tańca „Mazowsze”.